# Rolf Jörres

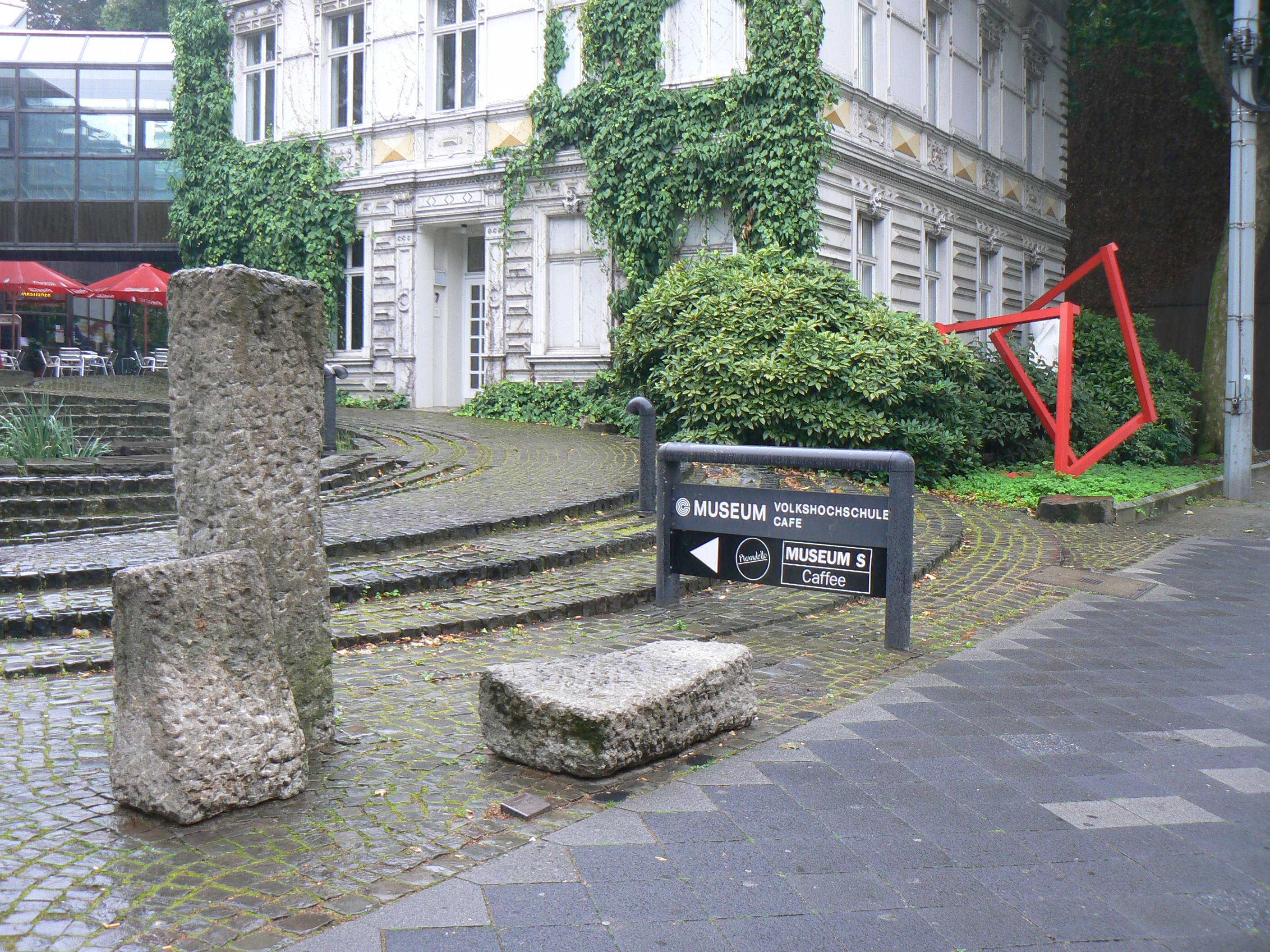
Ohne Titel in Gelsenkirchen-Buer

Rolf Jörres (Essen, 1933) is een Duitse schilder en beeldhouwer.

## Leven en werk
Jörres studeerde vanaf 1954 architectuur in Graz en Wenen, maar besloot eind jaren vijftig zich aan de beeldhouwkunst te wijden. Hij vestigde zich in 1961 weer in Essen en werkte uitsluitend als steenbeeldhouwer. In de jaren zestig nam hij deel aan diverse beeldhouwersymposia, onder andere in Berlijn (Symposion Europäischer Bildhauer 1961-1963), Sankt Margarethen im Burgenland (met Karl Prantl 1964), Vyšné Ružbachy (Okres Stará Ľubovňa) in Slowakije (Internationaal beeldhouwersymposium 1967), Lüneburger Heide (Symposium Springhornhof 1967) en Soest (Internationales Arbeitssymposion für Steinbildhauerei 1969). Vanaf 1977 was Jörres docent beeldhouwkunst aan de Staatliche Kunstakademie in Düsseldorf.
De kunstenaar woont en werkt in Mannebach-Kelsberg.

## Werken (selectie)
- 1963 : Steinzeichen, Beelden in het Grugapark Essen in Essen
- 1964 : Ohne Titel, Sankt Margarethen in Burgenland
- 1967 : Ohne Titel, Vyšné Ružbachy
- 1969 : Soest
- 1970 : Essen
- 1979 : Steinfelder, Kunst-Landschaft in Neuenkirchen (Lüneburger Heide)
- 1981 : Hamburg
- 1984 : Ohne Titel, Kunstmuseum Gelsenkirchen
- 1985/87 : Land Art, beeldenroute Kunstpfad Universität Ulm in Ulm

## Fotogalerij

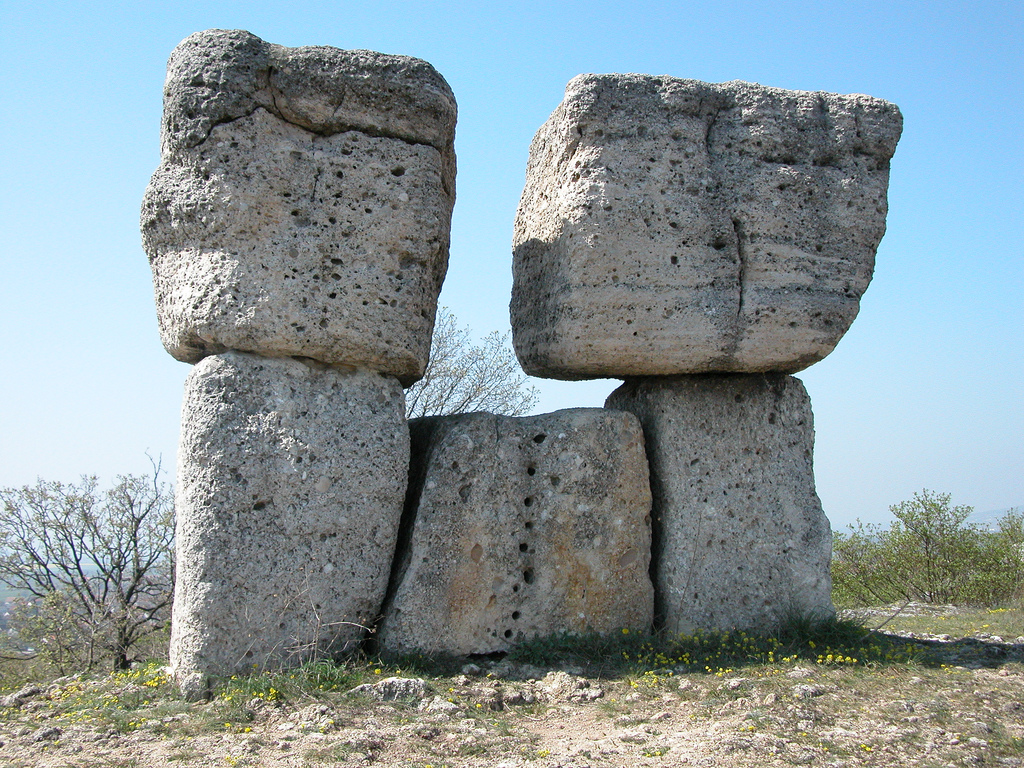
Ohne Titel (1964) in Sankt Margarethen im Burgenland
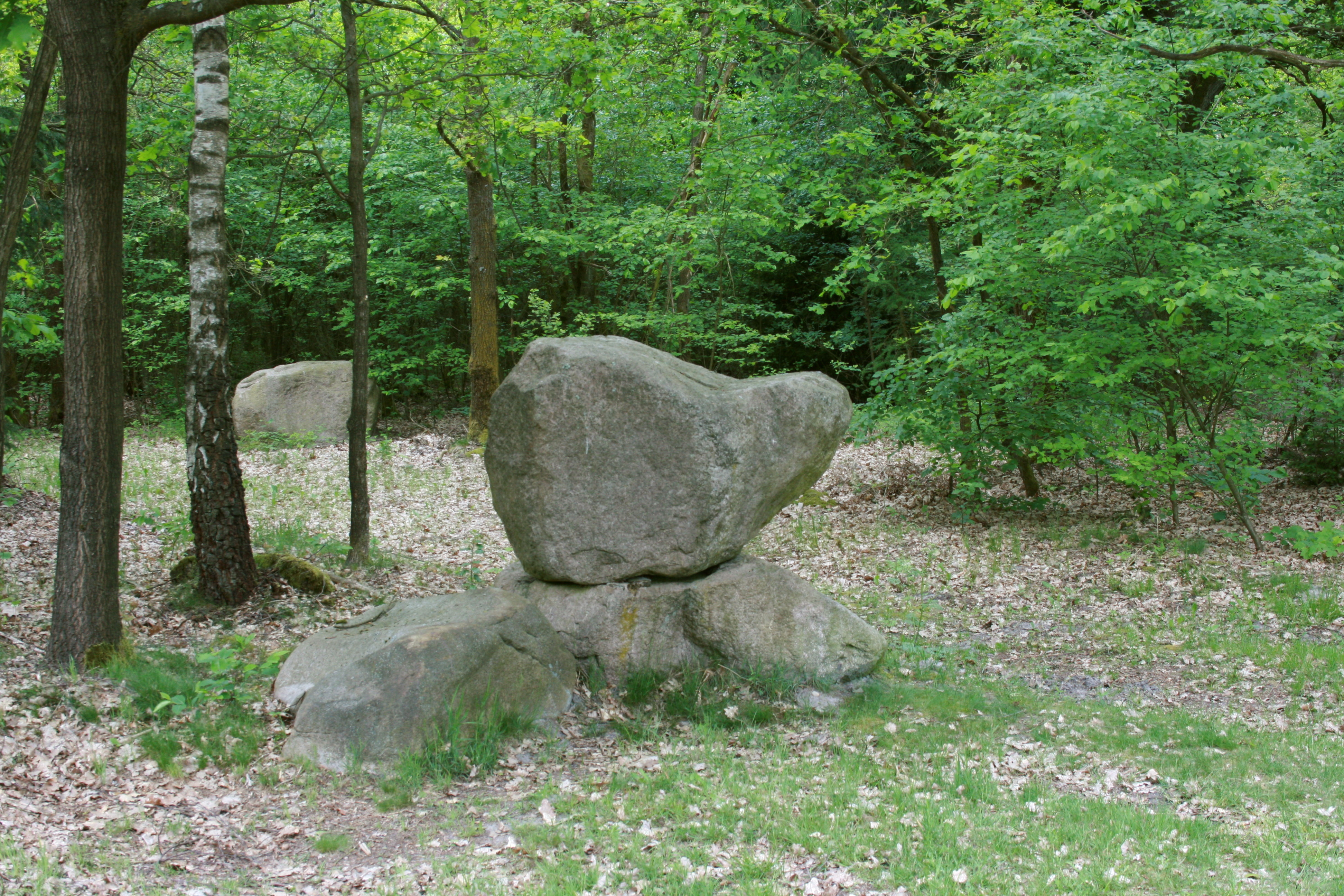
Steinfelder detail (1979) in Neuenkirchen
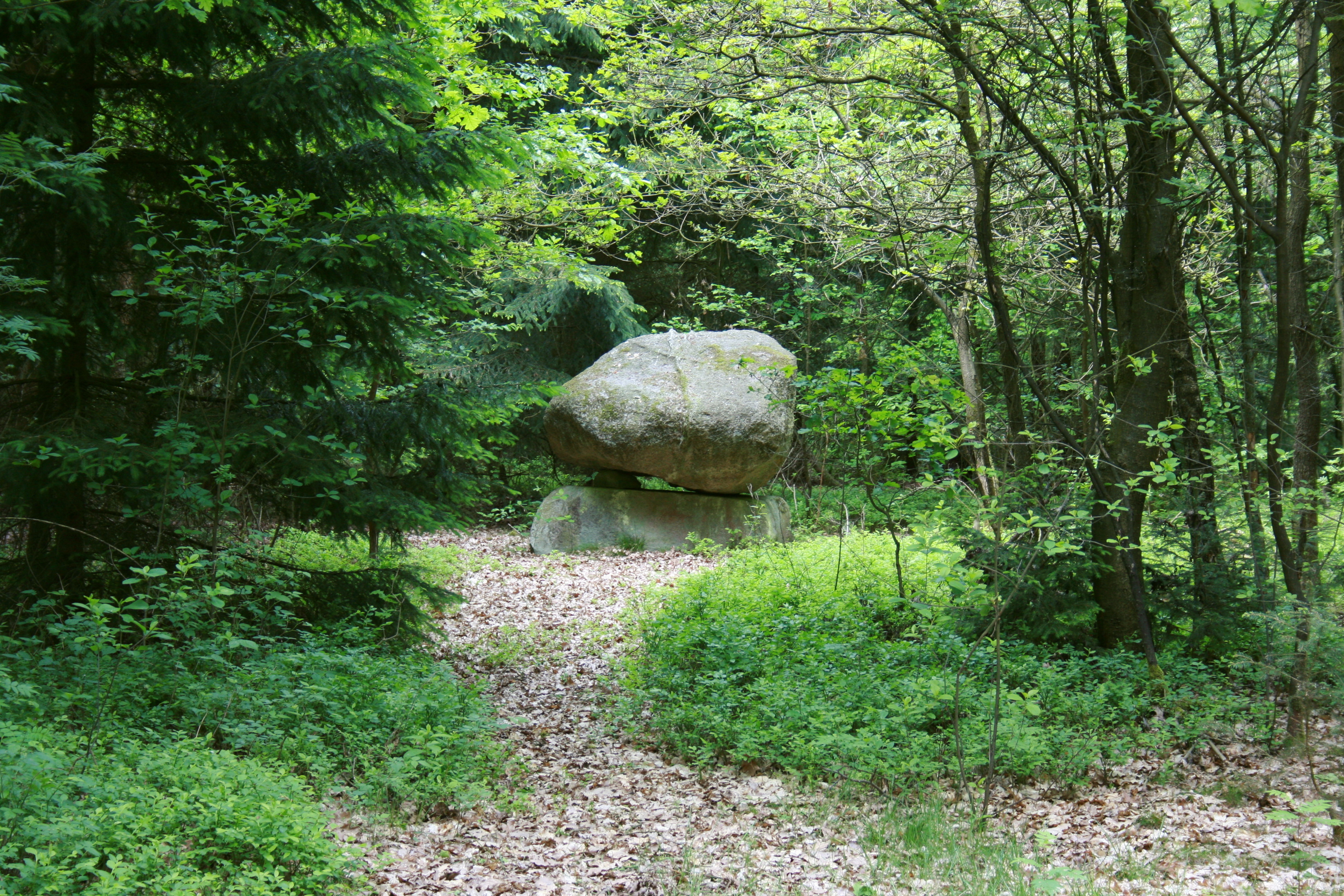
Steinfelder detail (1979) in Neuenkirchen

- Gemeinsame Normdatei: 118557718
- International Standard Name Identifier: 0000 0000 7895 9028
- Library of Congress Control Number: n83197321
- RKD-Nederlands Instituut voor Kunstgeschiedenis: 294515
- Union List of Artist Names: 500095894
- Virtual International Authority File: 96386633
- WorldCat: E39PBJghjJpjjKd3cHB9jGFFrq